# 56e bataillon de tirailleurs sénégalais
Le 56e Bataillon de Tirailleurs Sénégalais (ou 56e BTS) est un bataillon français des troupes coloniales.

## Création et différentes dénominations
- -: Formation du 56e Bataillon de Tirailleurs Sénégalais
- 21/06/1917: Sa 5e compagnie est prélevée pour créer le 104e BTS
- 01/05/1919: 164 tirailleurs passent au 103e BTS

### Sources et bibliographie
Mémoire des Hommes